# Il cielo diviso
Il cielo diviso (Der geteilte Himmel) è un libro della scrittrice tedesca Christa Wolf. Venne pubblicato nella Germania dell'Est nel 1963, all'indomani della costruzione del muro di Berlino. La divisione della Germania e la crisi di una coppia (l'uomo ad occidente, la donna ad oriente) ne costituiscono il soggetto. Il libro tematizzava diversi aspetti problematici della società in Germania orientale; scostandosi da quelli che in precedenza erano stati i dettami letterari del regime comunista, finì per riscuotere un notevole successo anche nei paesi occidentali. Malgrado ciò, il libro prendeva le dovute distanze dalla visione del mondo capitalista, il che ne garantì l'affermazione anche in Germania dell'Est. Divenne così, anche grazie al film omonimo di Konrad Wolf, una delle opere letterarie più discusse di quel paese.

## Procedimento narrativo
Si narra la vicenda di Rita: la giovane è occupata presso una fabbrica di carrozze ferroviarie della DDR per integrare i suoi studi didattici con la conoscenza del mondo operaio.
Ricoverata nel 1961 dopo essere stata coinvolta in un incidente in fabbrica, la ventunenne è ancora sotto choc e ricostruisce gradualmente gli ultimi due anni della sua vita. Le scene ambientate in ospedale ed in sanatorio sono scritte al presente, mentre i tempi del passato scandiscono i flashback, i ricordi che emergono nella mente di Rita. I due piani temporali dialogano in continuazione con il succedersi dei trenta capitoli, conservando, ognuno per sé, il proprio ordine cronologico.
Tra realtà drammatiche come i problemi economici, sociali ed ambientali dell'Europa orientale e l'eredità del nazismo, ma anche cariche di entusiasmo come la conquista dello spazio da parte dei paesi comunisti (vedi missione di Gagarin), viene rievocata nella memoria di Rita la storia d'amore con Manfred, soggetto principale della trama.

## Trama
Nel 1959, la diciannovenne Rita conosce Manfred, un chimico più grande di lei. I due iniziano una relazione amorosa e si stabiliscono presso la famiglia di lui, gli Herrfurth. Lei studia per diventare un'insegnante e lavora nelle vacanze nella fabbrica di vagoni, mentre lui si dedica con passione alla chimica.
Nel 1961 Manfred, in seguito ad una bruciante sconfitta sul campo del lavoro, decide di fuggire dalla Germania dell'Est per recarsi dall'altra parte della cortina di ferro, dove gli si presenteranno prospettive professionali migliori. Infatti, una sua importante ricerca per un nuovo macchinario è stata rifiutata dai funzionari locali senza una valida ragione. Approfittando dell'occasione di un congresso di chimica, Manfred si dirige a Berlino Est senza dare nell'occhio: resta implicito il fatto che in quel punto della Germania è ancora abbastanza facile passare la frontiera e raggiungere Berlino Ovest e quindi l'occidente senza essere fermati: infatti il muro non è ancora stato costruito e quindi per il momento fuggire verso l'Ovest passando per Berlino è assai più sicuro che provarci transitando attraverso la linea di confine vero e proprio tra le due Germanie.
Manfred lascia il paese senza informare i suoi cari dato che questi ultimi sarebbero obbligati a denunciare progetti del genere alle autorità statali. Ciononostante, egli è convinto del fatto che al momento giusto Rita lo seguirà. Dopo la fuga, egli scrive alla fidanzata per convincerla a raggiungerlo a Berlino Ovest. In effetti, Rita finisce per superare la paura e recarsi in visita da lui, ma cerca a sua volta di persuaderlo a tornare a casa. È convinta tra l'altro che egli non abbia il diritto di metterla davanti al fatto compiuto e di costringerla a prendere una decisione di tale gravità. Il breve viaggio di Rita nel mondo dell'occidente non porta a risultati concreti, dato che ciascuno dei due insiste sulla propria posizione. La giovane si sente estranea nel mondo materialista ed incellofanato di Berlino Ovest e, ritenendo le scelte di Manfred dettate almeno in parte dall'egoismo, decide di tornarsene da sola all'Est (dove sarà coinvolta nell'incidente sul posto di lavoro).
Il titolo, un punto chiave del romanzo, prende spunto dal noto passaggio che racconta la separazione dei due a Berlino Ovest: al momento di congedarsi da Rita, Manfred commenta con amara ironia la divisione della coppia e della Germania intera, dicendo che almeno il cielo non potrà mai essere diviso in due parti, neanche ad opera dei socialisti. Rita lo contraddice proprio su questo punto dato che ritiene che sia lui, e non la politica, il responsabile di questo estremo atto di separazione. Il momento dell'addio è difficile, tanto che la ragazza dimentica la valigetta sul marciapiede.

## Personaggi
- Rita: studentessa lavoratrice, assume il ruolo dell'eroe socialista, all'incirca come un tale soggetto era stato precedentemente imposto dalla classe dirigente; stavolta si tratta però di un ruolo assunto da una protagonista femminile e, soprattutto, di un ruolo ricco di luci ed ombre.
- Manfred: fidanzato di Rita; spesso insicuro, a differenza di Rita non si ribella apertamente alle ingiustizie.
- Herrfurth: è il padre di Manfred e funzionario nella fabbrica di vagoni ferroviari. Ha un passato oscuro da nazista attivo nelle SA.
- La signora Herrfurth, madre di Manfred, mantiene stretto contatto con i parenti in Germania Ovest e spera che almeno suo figlio lasci la Germania dell'Est.
- La madre di Rita: è vedova dato che il padre della ragazza è morto nella seconda guerra mondiale.
- Schwarzenbach: in cerca di nuovi insegnanti, suggerisce a Rita di intraprendere gli studi magistrali, che come di consueto prevedono un tirocinio come quello intrapreso dalla protagonista.
- Meternagel: lavora nella fabbrica di carrozze e aiuta la giovane ad ambientarsi; in passato, aveva incarichi di responsabilità, ma il padre di Manfred lo ha rimosso dalla sua posizione e lo ha declassato servendosi di un pretesto.
- Sigrid: compagna di studi di Rita; i suoi genitori sono fuggiti dalla DDR, mentre lei ha preferito rimanere all'Est; rischia di essere punita con l'esclusione dalla scuola per non aver denunciato i genitori. Rita protesta per difenderla e in seguito, persino un funzionario interviene in favore delle ragazze mettendo a tacere i loro accusatori con un appassionato discorso sulla clemenza del socialismo.
- Wendland: giovane direttore della fabbrica, odiato da Manfred, si innamora di Rita.

## Analisi del testo
Mentre spesso la separazione tra le persone è vissuta come una drammatica conseguenza della costruzione del muro, nella storia della Wolf il muro arriva a frapporsi tra individui già separati, quasi fosse la conseguenza di tale divisione umana. Quasi subito dopo la visita della protagonista a Berlino Ovest ed il suo ritorno in Germania orientale, le autorità socialiste costruiscono la barriera che separa definitivamente i due e che, in un certo senso, costituisce una spaccatura per il mondo intero. Questo evento epocale viene ricordato solo marginalmente, nella descrizione del ricovero dopo l'incidente accaduto a Rita nella fabbrica di carrozze.
Rita e Manfred rappresentano allegoricamente le visioni del mondo da parte dei paesi socialisti e di quelli capitalisti, divisi appunto dalle loro visioni della vita e dal muro. È comunque Rita la vera protagonista del romanzo: misurandosi con gli ostacoli della vita (morte del padre, inserimento in una fabbrica dominata dagli uomini, crisi della coppia, convalescenza) li supera gradualmente e assume così in un qualche modo le veci dell'eroina. Pur imparando molto da Manfred e dal suo spirito critico, mantiene un atteggiamento positivo nei confronti del futuro e del socialismo, al quale il fidanzato non intende partecipare. Dopo essere stata dimessa dal sanatorio (e dopo l'esposizione di tutta la storia), Rita procede sicura: sa infatti che nonostante tutti i problemi non verrà abbandonata dagli altri.
L'autrice solidarizza con la protagonista, l'opera in sintesi asserisce che la critica al socialismo è più che legittima, ma che un rifiuto di questa forma di stato costituirebbe un errore. Inoltre, la Wolf mette in evidenza il fatto che il futuro di un individuo si trova nelle sue stesse mani e non nella politica, tanto ad oriente quanto ad occidente.

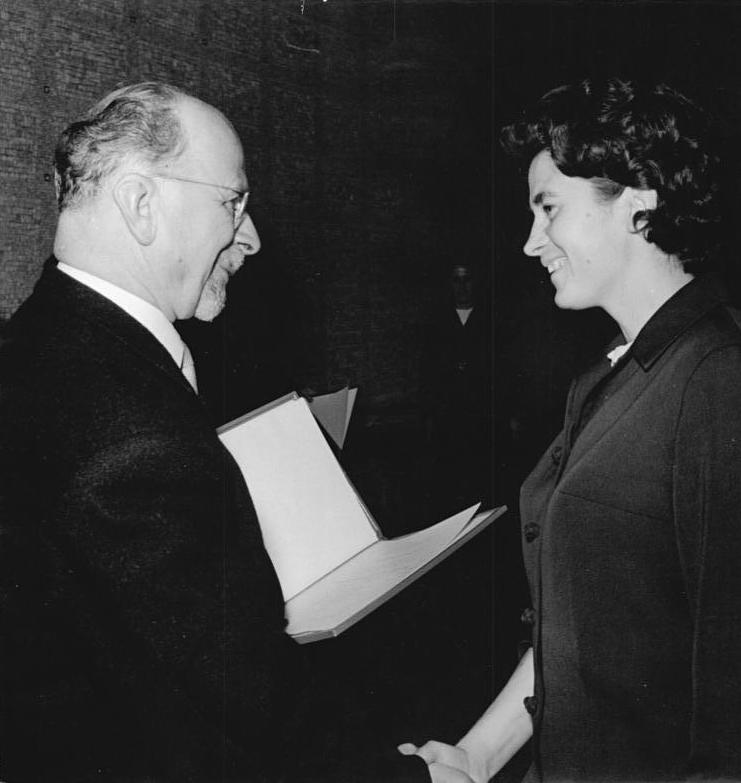
Walter Ulbricht consegna alla Wolf il premio nazionale della DDR (Nationalpreis für Kunst und Literatur). Foto: P.H. Junge, Bundesarchiv, 1964

## Critica dell'opera nel contesto storico
Il cielo diviso è una delle prime tra le opere letterarie a cui soprattutto a partire dal 1963 fu concesso agli intellettuali tedeschi dell'Est di sviluppare un discorso di apertura e di critica sociale. Grazie a pubblicazioni come il romanzo ed il racconto, gli scrittori avanzavano delle obiezioni che sulla carta dei giornali non avrebbero trovato posto: infatti, la sorveglianza statale (censura o altre forme di controllo) doveva rivelarsi più rigida nel campo del giornalismo e del cinema che non in quello della letteratura.
Nonostante un certo scetticismo nei confronti della situazione reale dei paesi dell'est, la Wolf non mancò di mettere in chiara evidenza la propria convinzione politica, contraria a quella dei paesi capitalisti: la protagonista Rita costituiva un controesempio alle persone che, come il fidanzato Manfred, all'epoca lasciavano numerose il proprio paese e che secondo la Wolf mancavano di proporre la propria critica in forma costruttiva. Significativo è inoltre il fatto che Manfred, come chimico, esercitasse una professione altamente qualificata, perché la fuga di cervelli rappresentava all'epoca un serio problema economico per la DDR.
Dato l'atteggiamento differenziato dell'autrice, è più comprensibile che il libro ed il film siano andati incontro tanto ad elogio quanto a disapprovazione (il che vale sia ad Est che ad Ovest):
- Manca ad esempio un giudizio esplicito su quello che costituisce in fondo l'evento storico cruciale, dunque la costruzione del muro di Berlino: sia come sia, l'autrice ed il regista vennero accusati in occidente di avere in qualche modo giustificato un provvedimento del genere.[12]
- D'altro canto, diversi passi di carattere cupo dovevano inesorabilmente essere interpretati come visioni distruttive o decadenti della società; questa era perlomeno la critica dei critici più fedeli alla classe politica della DDR.[13] Ad essi non parve opportuno che l'autrice del Cielo diviso illustrasse il cammino dell'immancabile eroe dei romanzi comunisti in maniera talmente sofferta, dato che il compito della protagonista era semplicemente quello di separarsi da un cittadino filocapitalista e quindi indesiderabile. Altrettanto inopportuna doveva apparire ai critici letterari filosovietici la descrizione della città tedesca dell'Est proposta dalla Wolf proprio nelle prime righe del libro e riletta al pubblico nella prima scena del film: si presenta un paesaggio urbano afflitto dalla depressione e dalle peggiori forme di inquinamento.[14] Non è quindi un caso se il film venne proibito per alcuni periodi.[15]
- Analogo è il discorso a proposito della narrazione delle crisi di rifornimento, degli abusi e degli intrighi tipici dello stabilimento industriale di carrozze dove lavora la protagonista, tematica cui sono dedicate diverse e lunghe sezioni del libro. Der geteilte Himmel fu oggetto di cortese, ma duro dissenso da parte della fabbrica di vagoni presso Halle dove fu girata parte del film e dove l'autrice, in gioventù, lavorò per davvero: infatti, l'azienda non volle riconoscersi nell'esposizione dei fatti proposta dalla Wolf.[16]

Grazie alla discussione sollevata nell'opinione pubblica e alla coraggiosa apertura dimostrata, il libro riuscì pienamente nel suo intento: nonostante le critiche ambivalenti anche in patria, l'opera valse all'autrice riconoscimenti come il Premio Heinrich Mann e fu tradotta in diverse lingue, rendendola una scrittrice di fama internazionale.

## Edizioni
- Christa Wolf, Il cielo diviso, traduzione di Maria Teresa Mandalari, collana Oscar Mondadori, Mondadori,  pp. 230, cap. 30, ISBN 88-04-30342-5.